# Rošini
Pour les articles homonymes, voir Rosini.
Rošini (en italien : Villa Rossa ou Rossini) est une localité de Croatie située en Istrie, dans la municipalité de Tar-Vabriga, dans le comitat d'Istrie. En 2001, la localité comptait 117 habitants.

## Démographie
| 1948 | 1953 | 1961 | 1971 | 1981 | 1991 | 2001 |
| ---- | ---- | ---- | ---- | ---- | ---- | ---- |
| 100  | 105  | 76   | 60   | 69   | 76   | 117  |